# Todtnauberg
Todtnauberg is een plaatsje met ca. 710 inwoners (2020) in het zuidelijk deel van het Zwarte Woud op 1018 m hoogte in Duitsland. Het staat vooral bekend als luchtkuuroord en wintersportplaats. Het dorpje heeft een winkelcentrumpje met kleine winkels, boutiques en andere lokaliteiten. In Todtnau werd de eerste Duitse skiclub opgericht. De plaats is gelegen in een hooggelegen dal met vergezichten en zonder doorgaand verkeer. Er zijn uitgebreide wandel- en mountainbikewegen, liften en loipen in de nabijheid.

## Stedenbanden
Todtnauberg heeft een vriendschapsband met Münsing.

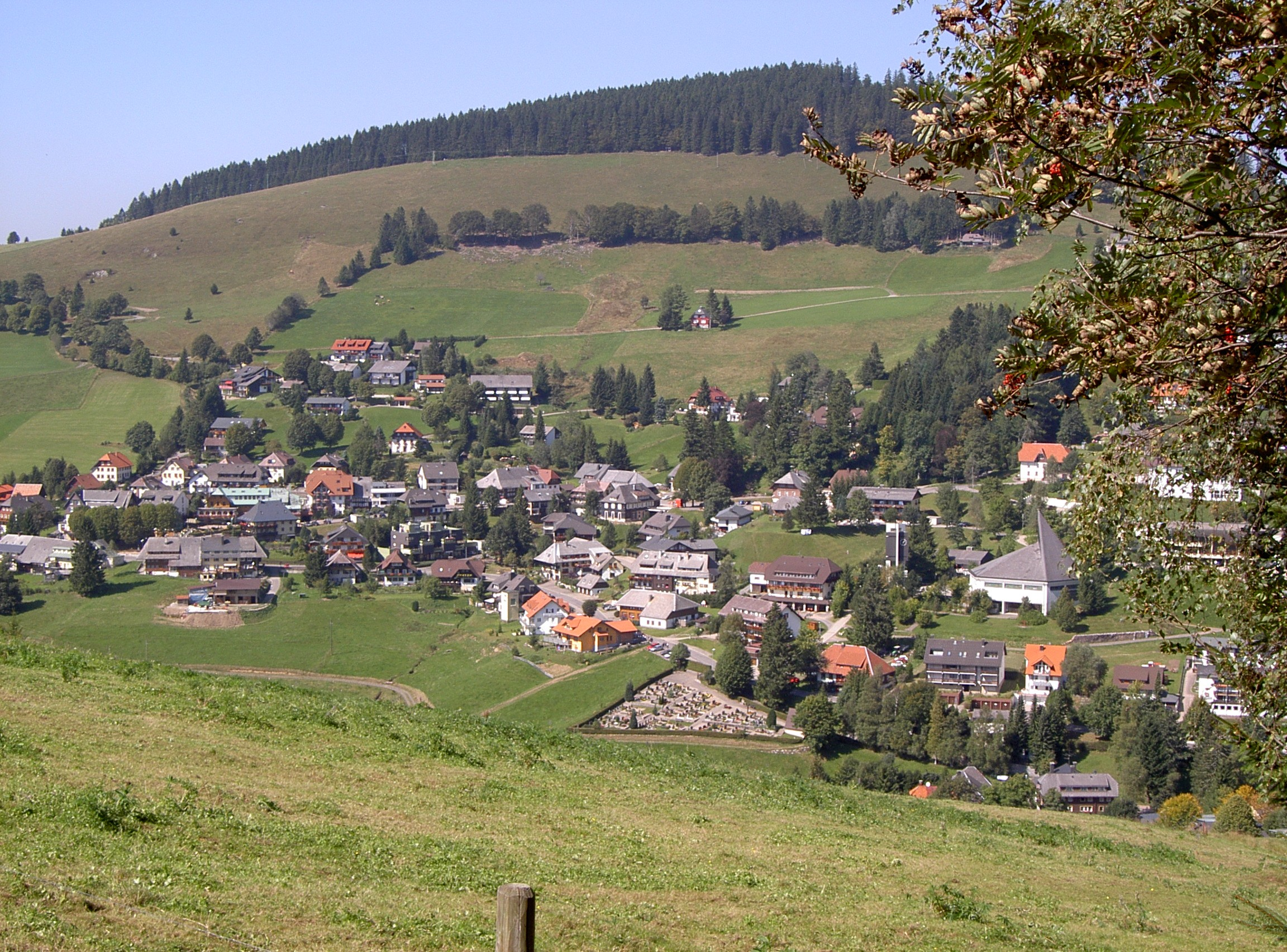
Todtnauberg